# Claude Backvis
Pour les articles homonymes, voir Backvis.
Claude Backvis, né le 24 avril 1910 à Schaerbeek et mort le 16 mai 1998 à Bruxelles, est un philologue polonisant belge de langue française spécialiste de la littérature polonaise et russe, de l'histoire de la Pologne et de l'histoire des idées en Pologne et en Russie.
Il a notamment été directeur de l’Institut de philologie et d'histoire orientales et slaves de l'Université libre de Bruxelles et membre de l'Académie royale de Belgique, de l'Académie polonaise des sciences (PAN) depuis 1966 et de l'Académie polonaise des arts et sciences (PAU) dès sa reconstitution en 1991.

## Biographie
Claude Backvis, après une scolarité à l'athénée de Schaerbeek, fait des études de philologie classique à la Faculté de philosophie et lettres de l’Université libre de Bruxelles. Il y obtient en juillet 1931 un doctorat ancienne formule avec un mémoire de fin d'études consacré à l’empereur
Arcadius. Son directeur de recherche Henri Grégoire curieux des cultures slaves l'encourage à apprendre le russe et le polonais, puis les littératures slaves auprès du savant polonais Wacław Lednicki (pl). Il fait à 20 ans un premier séjour en Pologne et y retourne d’octobre 1932 à juin 1934.
Il publie en 1939 dans la revue bruxelloise Le Flambeau, jusque-là vouée à la littérature polonaise et à l’histoire des idées dans la Russie du XIXe siècle des articles engagés en faveur de la défense de la Pologne, « La Pologne et Dantzig », « L’ancienne république polonaise », « Les trois premiers partages de la Pologne ».
Après la Guerre, il s'engage dans la vie de l’Institut de philologie et d'histoire orientales et slaves de l'Université libre de Bruxelles et contribue à son développement ainsi que, plus largement, des études polonaises en Belgique.

## Distinctions et récompenses
- Docteur honoris causa de l'université Jagellonne de Cracovie (1973)[2].

### Sur lui
- Jean Blankoff, Claude Backvis 1910-1998, "Revue des études slaves" 70 (1998)[3]
- Janusz Pelc (pl), Profesor Claude Backvis (1910-1998), "Barok" 5 (1998), z. 2, s. 247-250.
- Janusz Tazbir (pl), Claude Backvis (1910-1998), "Kwartalnik Historyczny" 106 (1999), z. 2, s. 136-138.

### Ses œuvres
Bibliographie complète : http://www.academieroyale.be/academie/documents/ClaudeBackvis9110.pdf
- Panorama de la poésie polonaise à l'âge baroque, Académie royale des sciences, des lettres et des beaux-arts de Belgique, 1995 (2 volumes)  (ISBN 978-2-80310130-6).
  - Panorama poezji polskiej okresu baroku adapté par Alina Nowicka-Jeżowa, Roman Krzywy, Wanda Błońska-Wolfarth, Alicja et Krzysztof Choiński, Grażyna Majcher, Wydawnictwo Optima JG, 2003.  (ISBN 978-83-9118512-4)
- Le dramaturge Stanislas Wyspiański, 1869-1907
- Un grand poète polonais du XVIIIe siècle Stanislas Trembecki (pl) : l'étrange carrière de sa vie et sa grandeur, Bibliothèque polonaise de Paris, 1932
- Szkice o kulturze staropolskiej
- Renesans i barok w Polsce : studia o kulturze
- Quelques remarques sur le bilinguisme latino-polonais dans la Pologne du seizième siècle
- Panorama poezji polskiej okresu baroku
- Myśli cudzoziemca o Żeromskim
- Comment les Polonais du XVIe siècle voyaient l'Italie et les Italiens